# Lackovce
Lackovce (ungarisch Lácfalva) ist eine Gemeinde im Osten der Slowakei mit 927 Einwohnern (Stand 31. Dezember 2024), die zum Okres Humenné, einem Kreis des Prešovský kraj, gehört. Vielmehr ist sie Teil der traditionellen Landschaft Zemplín.

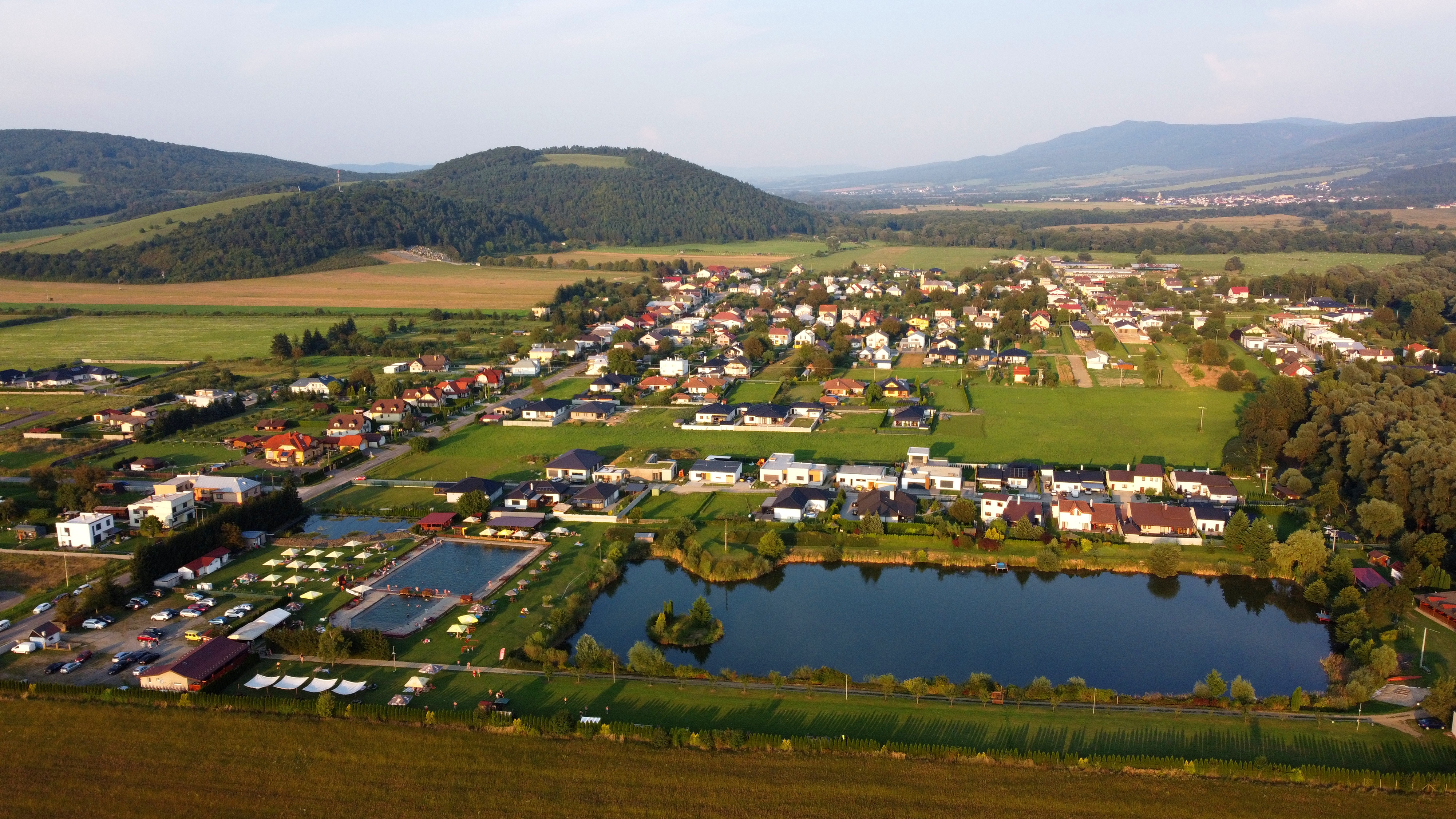
Blick zum Ort

## Geographie
Die Gemeinde befindet sich im Südteil der Niederen Beskiden zwischen den Flüssen Laborec und Cirocha, kurz vor dem Zusammenfluss. Das Ortszentrum liegt auf einer Höhe von 157 m n.m. und ist vier Kilometer von Humenné entfernt.
Nachbargemeinden sind Kochanovce im Norden, Kamenica nad Cirochou im Osten, Hažín nad Cirochou im Süden und Humenné im Westen.

## Geschichte
Lackovce wurde zum ersten Mal 1317 als Laczafalva, nach älteren Quellen erst 1451 als Laaczfalwa, schriftlich erwähnt und war Teil des Herrschaftsgebiets von Humenné. 1598 gab es sieben Bauernhäuser. Im 18. Jahrhundert war das Dorf Besitz des Geschlechts Csáky, im 19. Jahrhundert des Geschlechts Szirmay. 1828 zählte man 47 Häuser und 345 Einwohner, die als Landwirte und Weber beschäftigt waren.
Bis 1918/1919 gehörte der im Komitat Semplin liegende Ort zum Königreich Ungarn und kam danach zur Tschechoslowakei beziehungsweise heute Slowakei.
Von 1971 bis 1998 war Lackovce ein Stadtteil von Humenné.

## Bevölkerung
| Jahr                | 1994 | 2004 | 2014     | 2024     |
| ------------------- | ---- | ---- | -------- | -------- |
| Anzahl der Personen | 0    | 578  | 702      | 927      |
| Unterschied         |      | –    | +21,45 % | +32,05 % |

| Jahr                | 2023 | 2024    |
| ------------------- | ---- | ------- |
| Anzahl der Personen | 901  | 927     |
| Unterschied         |      | +2,88 % |

Nach der Volkszählung 2011 wohnten in Lackovce 600 Einwohner, davon 553 Slowaken, neun Russinen, fünf Ukrainer sowie jeweils ein Deutscher, Magyare, Russe und Tscheche. Zwei Einwohner gaben eine andere Ethnie an und 27 Einwohner machten keine Angabe zur Ethnie.
432 Einwohner bekannten sich zur römisch-katholischen Kirche, 84 Einwohner zur griechisch-katholischen Kirche, 15 Einwohner zur orthodoxen Kirche, sechs Einwohner zu den Zeugen Jehovas, vier Einwohner zur Evangelischen Kirche A. B. und ein Einwohner zur Pfingstbewegung; fünf Einwohner bekannten sich zu einer anderen Konfession. 23 Einwohner waren konfessionslos und bei 30 Einwohnern wurde die Konfession nicht ermittelt.

## Bauwerke
- römisch-katholische Herz-Jesu-Kirche